# رايموند بيكر
رايموند بيكر (9 أبريل 1954 - ) (بالإنجليزية: Raymond Baker)‏ هو لاعب كريكت بريطاني.

## وصلات خارجية
- رايموند بيكر على موقع إي آس بي آن كريك إنفو (الإنجليزية)